# Уз (Јоркшир)
Уз (енгл. River Ouse) је река у Уједињеном Краљевству, у Енглеској. Дуга је 208 km. Протиче кроз Јоркшир. Улива се у Хамбер, односно Северно море. 